# Мэйнс, Николь
Нико́ль Э́мбер Мэ́йнс (англ. Nicole Amber Maines; родилась 7 октября 1997 года, Гловерсвилл, Нью-Йорк, США) — американская актриса, активистка за права трансгендерных людей. Известна по роли первой трансгендерной супергероини в сериале «Супергёрл», в комедийном ужастике «Кусь» и по документальному фильму «Транс-список».

## Биография
Николь Мэйнс родилась 7 октября 1997 года в штате Нью-Йорк. Есть брат близнец Джонас. При рождении Николь был приписан мужской пол, ей дали имя Уайтт. Лауреат пулитцеровской премии Э. Э. Натт издала книгу по жизни Николь — Стать Николь: Трансформация Американской семьи. В средней школе Николь запрещали посещать женскую уборную. В итоге семье Николь пришлось подать иск, сегодня этот случай является прецедентным о защите прав трансгендерных подростков. В иске было написано что Николь запрещали пользоваться женской уборной, а в уборную для мальчиков она ходить не могла, там её ждали унижения, травля и издевательство. В результате суд штата поставил что отказ трансгендерному студенту в доступе в женскую школьную уборную в соответствии с её гендерной идентичности является незаконным. В июне 2014 года Верховный суд штата Мэн постановил, что школьный округ нарушил закон о правах человека и запретил округу отказывать трансгендерным студентам в доступе к ванным комнатам в соответствие с их гендерной идентичности. Семья Мэйнс получила 75.000 долларов.

## Фильмография
| Год       | Русское название              | Оригинальное название | Роль                    |
| --------- | ----------------------------- | --------------------- | ----------------------- |
| 2015      | Дорогой доктор                | Royal Pains           | Анна                    |
| 2016      | Транс-список                  | The Trans List        | В роли самой себя       |
| 2017      | Не твое тело                  | Not Your Skin         | В роли самой себя       |
| 2018-2021 | Супергёрл                     | Supergirl             | Ниа Нал / Мечтательница |
| 2019      | Кусь                          | Bit                   | Лорел                   |
| 2020      | Легенды Завтрашнего Дня       | Legends of tomorrow   | Ниа Нал / Мечтательница |
| 2022      | Приятные хлопоты              | Good Trouble          | Лиза Дэвис              |
| 2022      | Дарби и Мертвецы              | Darby and the Dead    | Пайпер                  |
| 2023-2025 | Шершни                        | Yellowjackets         | Лиза                    |
| 2023      | Флэш                          | The Flash             | Ниа Нал / Мечтательница |
| 2023      | Душа Нации с Эллиотом Пэйджем | Soul of a Nation      | В роли самой себя       |
| 2025      | С чистого листа               | Clean Slate           | Белая Наташа            |

## Награды
| Год  | Награда                                                                              | Организация                                    |
| ---- | ------------------------------------------------------------------------------------ | ---------------------------------------------- |
| 2011 | Roger Baldwin                                                                        | Американский союз гражданский свобод штата Мэн |
| 2012 | P.E. Pentlarge                                                                       | Равноправие                                    |
| 2014 | Community Organizing                                                                 | Hardy Girls Healthy Women                      |
| 2014 | Samantha Smith                                                                       | Женский фонд штата Мэн                         |
| 2014 | Woman of the Year                                                                    | Glamour                                        |
| 2015 | Spirit of Matthew Award                                                              | Фонд Мэтью Шепарда                             |
| 2015 | Young Women’s Social Justice Award                                                   | Maryann Hartman Awards                         |
| 2016 | Outstanding Individual Episode for a series without a regular LGBT character         | 27-я премия GLAAD Media Awards                 |
| 2018 | Visibility Award                                                                     | Human Rights Campaign of Chicago               |
| 2019 | Andy Cray Award for Health & Youth Advocacy                                          | Trans Equality Now                             |
| 2019 | Grand Jury Prize for Best Performance                                                | Outfest                                        |
| 2019 | Outstanding Supporting or Guest Actor Playing an LGBTQ+ Character in a Sci-Fi Series | Autostraddle's Second Annual Gay Emmys         |
| 2020 | Upstander Award                                                                      | Human Rights Campaign                          |
| 2023 | GLAAD Media Award for Outstanding Comic Book (Superman: Son of Kal-el)               | GLAAD Media Awards                             |

### Комиксы DC
- DC Pride
  - Рассказ «Вечернее свидание» (8 июня 2021 г.)
  - Предисловие (14 июня 2022 г.)
- Супермен: Сын Кал-Эла № 13 , написанный в соавторстве с Томом Тейлором (12 июля 2022 г.)
- Планета Лазаря: Нападение на Криптон # 1 , написанный в соавторстве с CS Pacat , Фрэнком Барбери и Лией Уильямс (17 января 2023 г.) (12 июля 2022 г.)